# Huta (Łąkie)
Huta – część wsi Łąkie w Polsce, położona w województwie wielkopolskim, w powiecie złotowskim, w gminie Lipka
W latach 1975–1998 Huta administracyjnie należała do województwa pilskiego.